# Никол, Лесли
Ле́сли Ни́кол (англ. Lesley Nicol; род. 7 августа 1953) — британская актриса.

## Биография
Лесли Никол родилась в Манчестере. Окончила Гилдхоллскую школу музыки и театра. Дебютом актрисы на телевидении стала эпизодическая роль в телесериале «Чёрная Гадюка». В 1999 году Никол получила роль Энни в комедии «Восток есть Восток». Наибольшую известность актриса получила за роль миссис Патмор в телесериале «Аббатство Даунтон» и королевы в телесериале «Серебряное кресло». Из последних работ актрисы стоит отметить роль Кони Бутчер, матери Билли Бутчера в успешном сериале «Пацаны»(«The Boys») компании Amazon Prime Video.

## Фильмография
| Год       |    | Русское название        | Оригинальное название | Роль             |
| --------- | -- | ----------------------- | --------------------- | ---------------- |
| 1986      | с  | Чёрная Гадюка           | Blackadder            | миссис Пейнтс    |
| 1987      | с  | Бруксайд                | Brookside             | Шелли Риммер     |
| 1990      | с  | Серебряное кресло       | The Silver Chair      | королева         |
| 1999      | ф  | Восток есть Восток      | East Is East          | Энни             |
| 2006      | с  | Отель «Вавилон»         | Hotel Babylon         | миссис Корд      |
| 2010—2015 | с  | Аббатство Даунтон       | Downton Abbey         | миссис Патмор    |
| 2013      | с  | Однажды в сказке        | Once Upon a Time      | Джоанна          |
| 2013      | мф | Индюки: Назад в будущее | Free Birds            | девушка-пилигрим |
| 2019      | ф  | Аббатство Даунтон       | Downton Abbey         | миссис Патмор    |